# شریف النحال
شریف النحال
 (متولد 5 ژوئن 1985) پزشک مصری- آمریکایی که در کابینه بایدن وزیرمشاور در امور بهداشت جانبازان بود. از سال 2018 تا 2019  بیست و یکمین کمیسر وزارت بهداشت نیوجرسی و به عنوان رئیس بیمارستان دانشگاه در نیوآرک از سال 2019 تا 2022 خدمت کرد.   از سال 2016 تا 2018 معاون وزیر بهداشت برای کیفیت ، ایمنی و ارزش خدمت کرد.
وی در 22 ژوئیه 2022  به عنوان معاون وزیر تأیید شد و در همان روز سوگند یاد کرد و در 20 ژانویه 2025 پس از تحلیف رئیس جمهور دونالد ترامپ استعفا داد.